# Красунчик (фільм)
«Красунчик», або «Безвухі зайці» (нім. Keinohrhasen) — німецька кінокомедія 2007 року.

## Синопсис
Лудо працює журналістом і поставляє матеріал в «жовту» пресу. Також у нього «хобі» — спокушати дівчат направо і наліво.
Після невдалої спроби сфотографувати заручини Кличка (хотів зробити знімки, але впав крізь скляну стелю і звалився на торт) був засуджений до 8 місяців в'язниці умовно. Умова — 300 годин роботи в дитячому садку.
Вихователькою дитячого садка виявилася дівчина, над якою Лудо знущався в школі. Та чудово пам'ятає про це і бажає провчити його.

## У ролях
- Тіль Швайґер — Лудо Деккер
- Альвара Гефельс — Міріам Штайнфельд
- Володимир Кличко — камео
- Луна Швайґер — Анна Ґоцловська у дитинстві